# دهپابید
دهپابید روستایی در دهستان اسکل‌آباد بخش مرکزی شهرستان تفتان استان سیستان و بلوچستان ایران است. این روستا مرکز بخش مرکزی شهرستان تفتان است.

## جمعیت
بر پایه سرشماری عمومی نفوس و مسکن در سال ۱۳۹۵ جمعیت این روستا ۱٬۲۱۳ نفر (۳۴۱خانوار) بوده‌است.

## اقتصاد
شغل مردم روستا کشاورزی است. در این روستا یک سرو۱۵۰۰ساله وجود دارد که یکی از درختان کهنسال کشور می‌باشد.